# هنري بوغدان
هنري بوغدان (بالإنجليزية: Henry Bogdan)‏ هو عازف باس وعازف قيثارة أمريكي، ولد في 4 فبراير 1961 في ريفرسايد في الولايات المتحدة.

## وصلات خارجية
- هنري بوغدان على موقع IMDb (الإنجليزية)
- هنري بوغدان على موقع ميوزك برينز (الإنجليزية)
- هنري بوغدان على موقع ديسكوغز (الإنجليزية)
- هنري بوغدان على موقع قاعدة بيانات الفيلم (الإنجليزية)